# Друм (Подбабље)
Друм је насељено место и седиште општине Подбабље, Сплитско-далматинска жупанија, Република Хрватска.

## Историја
До територијалне реорганизације у Хрватској налазио се у саставу старе општине Имотски.

## Становништво
На попису становништва 2011. године, Друм је имао 702 становника.
| Број становника по пописима | Број становника по пописима | Број становника по пописима | Број становника по пописима | Број становника по пописима | Број становника по пописима | Број становника по пописима | Број становника по пописима | Број становника по пописима | Број становника по пописима | Број становника по пописима | Број становника по пописима | Број становника по пописима | Број становника по пописима | Број становника по пописима | Број становника по пописима |
| --------------------------- | --------------------------- | --------------------------- | --------------------------- | --------------------------- | --------------------------- | --------------------------- | --------------------------- | --------------------------- | --------------------------- | --------------------------- | --------------------------- | --------------------------- | --------------------------- | --------------------------- | --------------------------- |
| 1857                        | 1869                        | 1880                        | 1890                        | 1900                        | 1910                        | 1921                        | 1931                        | 1948                        | 1953                        | 1961                        | 1971                        | 1981                        | 1991                        | 2001                        | 2011                        |
| 307                         | 0                           | 255                         | 191                         | 214                         | 204                         | 0                           | 607                         | 769                         | 783                         | 814                         | 792                         | 770                         | 702                         | 697                         | 702                         |

Напомена: У 1869. и 1921. подаци су садржани у насељу Подбабље Горње. До 1910. те у 1953. и 1961. исказивано као део насеља.

### Попис1991.
На попису становништва 1991. године, насељено место Друм је имало 702 становника, следећег националног састава:
| Попис 1991.‍  | Попис 1991.‍  | Попис 1991.‍ | Попис 1991.‍ | Попис 1991.‍ |
| ------------ | ------------ | ----------- | ----------- | ----------- |
|              |              |             |             |             |
| Хрвати       | Хрвати       |             | 698         | 99,43%      |
| неопредељени | неопредељени |             | 2           | 0,28%       |
| непознато    | непознато    |             | 2           | 0,28%       |
| укупно: 702  |              |             |             |             |